# Tarabya British Schools
Tarabya British Schools (рус. Британская школа Тарабьи, тур. Tarabya İngiliz Okulları или Özel Tarabya Anadolu Lisesi, также сокращённо TBS) — частный лицей в Стамбуле, который интегрирует национальную турецкую и международную Кембриджскую программу как для турецких, так и для международных учащихся. Основан в 2013 году компанией Horizon Education Group с целью подготовки к учёбе в лучших и самых престижных университетах за рубежом.

## Программа Обучения

### Лицей
Кампус лицея находится в Тарабье, район Сарыер. Программа обучения составлена из программы Анатолийского Лицея Турецкого министерства образования и из Кембриджской Международной программы A-Level. Таким образом, выпускники становятся обладателями как турецкого диплома, так и международного Кембриджского. Для учеников с недостаточным знанием английского языка специально предусмотрен Prep Class («Подготовительный Класс»).

#### Отрасли A-Level
Для 11 и 12 класса
Предметы A-Level указаны в скобках
- Архитектура и Инженерия (Математика, Физика, Химия/Информатика, Высшая Математика)
- Медицина и Науки (Математика, Биология, Химия)
- Бизнес (Математика/Бухгалтерия, Бизнес, Туризм и Отдых)
- Гуманитарные науки (Социология, Английская Литература, Бизнес)
- Цифровая графика (Информатика, Бизнес, Искусство)
- Спортивная Наука и Менеджмент (Биология, Спорт, Туризм и Отдых)
- Искусство (Искусство/Музыка, Английская Литература, Социология)

Дополнительно к выбранным предметам прилагается обязательный — AS Level Глобальные Перспективы.

### Средняя Школа
Планируемое открытие в 2016 году.

### Начальная Школа
Начальная школа открылась в сентябре 2015 года при визите принца Эдварда, в реставрированном здании греческой начальной школы в районе Йеникёй.. Программа также совмещает Кембриджские Checkpoints и Турецкую систему образования.

## Проекты
Tarabya British Schools является инициатором различных социальных проектов, таких как «Make a Wish» («Загадай Желание»). Ученики школы собирают деньги на благотворительность, путём устраивания мероприятий, с целью исполнить желания малоимущих детей. В первом году, проект проходил в городе Агры, во втором — в деревне Зейрек, Эрзурумского ила в Восточной Турции. Также существуют клубы учащихся MUN и UNICEF, занимающиеся участием в дебатах в Стамбуле и за рубежом, и организацией благотворительных концертов. В 2014 году такой концерт был организован в помощь пострадавшим от взрыва на шахте в Соме. TBS является активным участником проекта Erasmus+ Eurobalades, был региональным победителем в третьем этапе School Enterprise Challenge 2014, участвует в программе премии Герцога Эдинбургского, в рамках которой принц Эдвард, глава организации, посетил школу.